# Návrat Archonců
Návrat Archonců (v anglickém originále The Return of the Archons) je 21. díl první řady seriálu Star Trek. Premiéra epizody proběhla 9. února 1967.

## Příběh
Hvězdného data 3156.2 je kosmická loď USS Enterprise (NCC-1701) vedená kapitánem Jamesem Tiberius Kirkem na orbitě planety Beta III, kde pátrá po trosečnících USS Archon. Na povrch byl vyslán pan Sulu s dalším důstojníkem. Vrátil se pouze pan Sulu, který se choval dosti podivně poté, co se jej neznámý tvor dotkl holí. V dalším výsadku je kapitán Kirk, první důstojník Spock, Dr. Leonard McCoy a členové bezpečnosti. Na povrchu výsadek potkává obyvatele se stejnými symptomy nepřítomného pohledu a falešného štěstí, jako u pana Sulu. Bezduchý klid trvá pouze do šesté hodiny odpolední, kdy má začít neznámá slavnost. S úderem šesté však na ulici vypuká enormní davové šílenství. Po útěku do blízkého hotelu se setkávají s třemi staršími muži, kteří nechápou, proč nejsou na "slavnosti". Majitel hotelu a jeho přítel je omlouvají s tím, že jde o cizince, ale třetí muž nemá pochopení. Muži mluví o jakési bytosti zvané Landru. Na ulici mezitím vypuká chaos a ničení všeho možného, které trvá přesně do ranní 6. hodiny, kdy se všichni v mžiku v poklidu rozejdou, jako by se vůbec nic nestalo.
I majiteli hotelu je zřejmé, že cizinci budou z větší dálky, než z původně domýšleného údolí. V momentě, kdy se ptá kapitána Kirka, zdali jdou Archonci, vtrhnout do místnosti neznámé bytosti, které ostatní nazývají "strážci", a žádají odchod posádky. Strážci se očividně nedokáží vyrovnat s náznaky odporu, které Kirk projevuje a začnou telepaticky komunikovat s Landru. Toho provinilci využívají dávají se na útěk. Na ulici však Landru začne ovládat všechny kolemjdoucí, aby vzali nejbližší předmět a napadli Kirka s jeho posádkou. Hoteliér je dovede na bezpečné místo místního sklepení, ale silně protestuje proti tomu, aby vzali s sebou nalezeného důstojníka z prvního výsadku, protože byl „pohlcen“ a stal se částí těla Landru. Na orbitě se mezitím Enterprise dostává do neznámého tepelného paprsku, který vychází z povrchu planety a odčerpává její energii. Velicí důstojník Montgomery Scott oznamuje kapitánovi, že udrží loď maximálně 12 hodin. Výpravě na povrchu se zobrazuje projekce postavy, která se představuje jako Landru a nechává všechny zúčastněné upadnout do bezvědomí.
Po procitnutí kapitán Kirk zjišťuje, že schází doktor McCoy s jedním členem výsadku. Ty záhy přivedou strážci a je zřejmé, že McCoy má stejné příznaky jako ostatní obyvatelé. Spock upozorňuje kapitána, že strážci jsou jako počítač. Stejně jako počítač se nedovede vyrovnat se špatným příkazem, strážci s odporem, ale mohou být opraveni. Poté je odveden i kapitán Kirk. Když si strážci odvádí i pana Spocka, kapitán již má nepřítomný pohled jako ostatní. Infekci zavádí neznámý stroj, který ovládá osoba zvaná člověk zvaný Marplon. Osvobozuje Spocka, vysvětluje že i kapitán Kirk nebyl pohlcen a nechává strážce jej odvést do sklepení. McCoy prokoukne, že Kirk a ostatní nejsou součástí těla, ale přivolaní strážci jsou zneškodnění Spockem a kapitánem Kirkem. Marplon s hoteliérem vysvětlují, že jejich svět byl dříve zmítán nekonečnou válkou a Landru je vrátil do prostější doby a uvalil nucený mír a soulad. Kirk mermomocí trvá na zničení Landru a nechává se se Spockem k němu dovést. Když se znovu objeví projekce osoby Landru, Kirk se rozhodne zničit zeď na které se promítá. Za ní se skrývá počítač, označující se za Landru. Protože stroj vyřadil phasery, musí Kirk počítač zničit cyklickou logickou otázkou a zeptá se jej „Co je dobro?“ Když Landru zodpoví, že dobro je celistvost a bezpečnost a řízení se základní směrnicí – ničení zla. Kirk jej přesvědčuje, že on je zlo, ubližuje tělu a proto se podle základní směrnice musí zničit.
Tepelné paprsky ohrožující Enterprise byly deaktivovány a všichni členové komunity, včetně pana Sulu byli uvolnění z nadvlády stroje Landru. Na planetě Beta III zůstává sociolog, který má pomoci komunitě vrátit život do původních kolejí.